# Palazzo della Società Reale Mutua di Assicurazioni
Il palazzo della Società Reale Mutua di Assicurazioni, più conosciuto come ex Trianon, è un palazzo storico di Milano situato in piazza del Liberty al civico 8.

## Storia e descrizione
Il palazzo è ciò che rimane del demolito Hotel del Corso, fino al 1943 situato in corso Vittorio Emanuele II, di cui venne recuperata solo la facciata, inglobata nel 1955 nel moderno palazzo della società.
Il palazzo era stato progettato nel 1902 dagli architetti Angelo Cattaneo e Giacomo Santamaria: la celebrità dell'edificio deriva dalle annesse sale del Teatro Trianon, dove si eseguivano spettacoli e varietà.
La facciata, che dà peraltro il nome alla piazza, è uno dei più elaborati esempi di liberty milanese, a tal punto che nelle decorazioni è possibile individuare influenze neobarocche nelle figure di putti e piante.